# Ikarus 60
Ikarus 60 — эксплуатируемый в 1950—1960-х годах городской автобус средней вместимости производства венгерской фирмы Ikarus.

## История
Работа над новой моделью способной заменить в производстве прежнюю модель автобуса Ikarus Tr5 началась в конце 1940-х годов. С 1952 года началось производства автобуса модели «60». Транспорт был предназначен для перевоза пассажиров (23 места для сидения и 32 стоячих мест или 27 и 31 место соответственно). Автобус имел рамную конструкцию с передним расположением двигателя.
На базе автобуса выпускались:
- Сочленённый автобус повышенной вместимости;
- Троллейбус Ikarus 60T;
- Пригородная модификация Ikarus 601;
- Передвижные медицинские кабинеты с прицепом-электростанцией;
- Пассажирские прицепы местного производства на основе списанных кузовов.

Ikarus 60 c конца 1956 по 1959 годы поставлялся в небольших количествах (около 300 экземпляров) в СССР и работал в городах Литовской ССР, Эстонской ССР, Нижнем Новгороде и Сталинграде. Автобусы эксплуатировались до середины 1960-х годов, после чего списывались и переделывались в передвижные диспетчерские пункты автотранспортных предприятий, а также в специальные железнодорожные снегоочистительные машины.